# ایندیرا گاندی
ایندیرا پریادارشینی گاندی (इन्दिरा प्रियदर्शिनी गान्धी) (زاده ۱۹ نوامبر ۱۹۱۷ – درگذشته ۳۱ اکتبر ۱۹۸۴) نخست‌وزیر، سیاست‌مدار و یکی از برجسته‌ترین و بحث‌برانگیزترین رهبران هند بود. او هنگامی که علیه جنبش جدایی‌طلب خالصتان در پنجاب (هند)، دستور یورش به معبد طلایی را صادر کرد، توسط یکی از محافظانش که پیرو آیین سیک بود، ترور شد.

## خانواده
ایندیرا دختر رهبر استقلال و نخست‌وزیر پیشین هند جواهر لعل نهرو و همسر فیروز گاندی از پارسیان زرتشتی هند و فعالان سیاسی این کشور بود. او علی‌رغم ارتباط نزدیک خانوادگی با ماهاتما گاندی و خانواده‌اش هیچ نسبت خویشاوندی با آنان نداشت.
او  در سال ۱۹۴۲ با فیروز گاندی ازدواج کرد. آنها دو پسر داشتند - راجیو  و سانجی. در ابتدا، پسر کوچکترش سانجی وارث منتخب او بود، اما پس از مرگ او در یک سانحه هوایی در ژوئن ۱۹۸۰ ، گاندی پسر بزرگترش راجیو را متقاعد کرد که شغل خود را به عنوان خلبان ترک کند و در فوریه ۱۹۸۱ وارد سیاست شود. خود راجیو گاندی توسط یک بمب گذار انتحاری که از طرف LTTE کار می کرد در ۲۱ مه ۱۹۹۱ ترور شد.

## نخست‌وزیری
او از ۱۹ ژانویه ۱۹۶۶ تا ۲۴ مارس ۱۹۷۷ و از ۱۴ ژانویه ۱۹۸۰ تا روز ترورش در ۳۱ اکتبر ۱۹۸۴ نخست‌وزیر هند بود.
طرحی بد فرجام برای کنترل جمعیت هند از راه کاهش میزان بارآوری کشور یکی از جنجالی‌ترین فعالیت‌های ایندیرا گاندی بود.

## اصلاحات اجتماعی
اصل دستمزد برابر برای کار برابر برای مردان و زنان در قانون اساسی هند تحت دولت گاندی ذکر شده است.
گاندی ادامه وجود یک کیف پول خصوصی برای حاکمان سابق ایالات شاهزاده (ایالات بومی هند که توسط بریتانیا فتح نشده بودند)  را زیر سؤال برد.
پیشنهاد لغو کیف های شخصی و به رسمیت شناختن رسمی عنوان‌ها، ابتدا در سال ۱۹۷۰ به پارلمان ارائه شد. با این حال، این اعلامیه توسط دادگاه عالی هند رد شد. در سال ۱۹۷۱، گاندی بار دیگر خواستار لغو کیف پول شخصی شد. این بار به عنوان بیست و ششمین متمم قانون اساسی هند با موفقیت به تصویب رسید.
گاندی ادعا کرد که تنها "دید روشن، اراده آهنین و سختگیرانه ترین نظم" می تواند فقر را از بین ببرد. او تحمیل وضعیت اضطراری در سال ۱۹۷۴ را به نام مأموریت سوسیالیستی کنگره توجیه کرد.گاندی مسلح به قدرت برای حکومت با فرمان و بدون محدودیت های قانون اساسی، برنامه باز توزیع گسترده ای را آغاز کرد. مقررات شامل اجرای سریع سقف زمین، مسکن برای کارگران بدون زمین، لغو کار با تعهد و تعلیق بدهی های فقرا بود.شمال هند در مرکز اصلاحات قرار داشت. میلیون ها هکتار زمین تملک و توزیع شد.دولت همچنین در تهیه خانه برای کارگران بی زمین موفق بود. به گفته فرانسین فرانکل، سه چهارم از چهار میلیون خانه مورد نظر تنها در سال ۱۹۷۴ به دست آمد.

## دیدگاه نسبت به جایگاه زنان

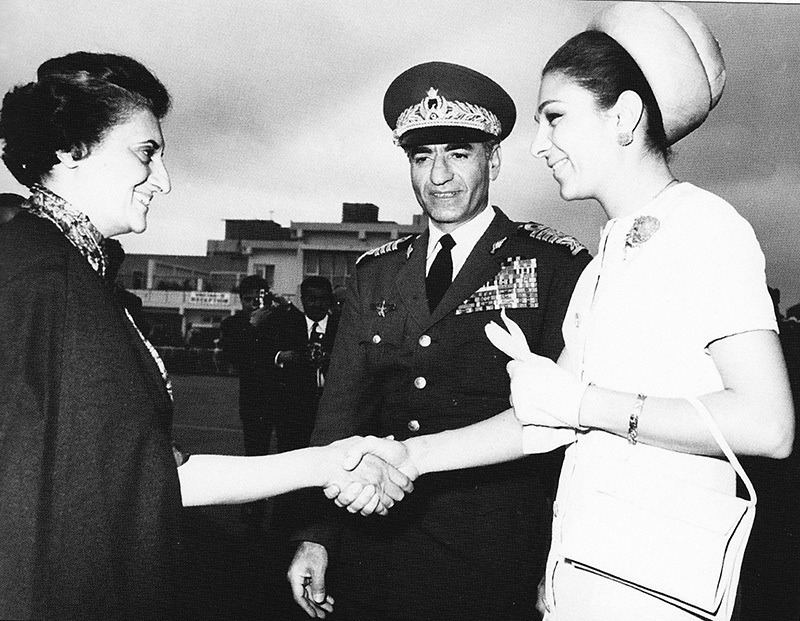
محمدرضا پهلوی و فرح در کنار ایندیرا گاندی

گاندی در نامه ای به دوست آمریکایی خود دوروتی نورمن نوشت: «من به هیچ وجه فمینیست نیستم، اما معتقدم که زنان قادر به انجام همه کارها هستند. با توجه به فرصت رشد، زنان هندی توانمند به اوج رسیده اند." در حالی که این بیانیه متناقض به نظر می رسد، احساسات پیچیده گاندی را نسبت به جنسیت و فمینیسم خود منعکس می کند.تربیت برابری طلبانه او با پسرعموهایش به احساس برابری طبیعی او کمک کرد. ایندیرا می‌گوید که با پرواز بادبادک‌ها، بالا رفتن از درختان، تیله بازی با پسر عموهایش، تا سن دوازده سالگی تفاوت بین یک پسر و یک دختر را نمی‌دانسته است.
حتی با وجود اینکه مردان در دوران تربیت گاندی او را احاطه کرده بودند، او همچنان در کودکی یک الگوی زن داشت. چندین کتاب درباره گاندی به علاقه او به ژان دارک اشاره می کند. او در گزارش های خود از طریق نامه هایش به دوستش دوروتی نورمن می نویسد: "در حدود هشت یا نه سالگی من را به فرانسه بردند؛ ژان دارک قهرمان بزرگ من شد."

## جایگاه‌های سیاسی
- نخست‌وزیر
- وزیر انرژی اتمی
- وزیر امور الکترونیک
- وزیر اطلاعات و رادیو
- وزیر هواشناسی

## نگاره‌ها

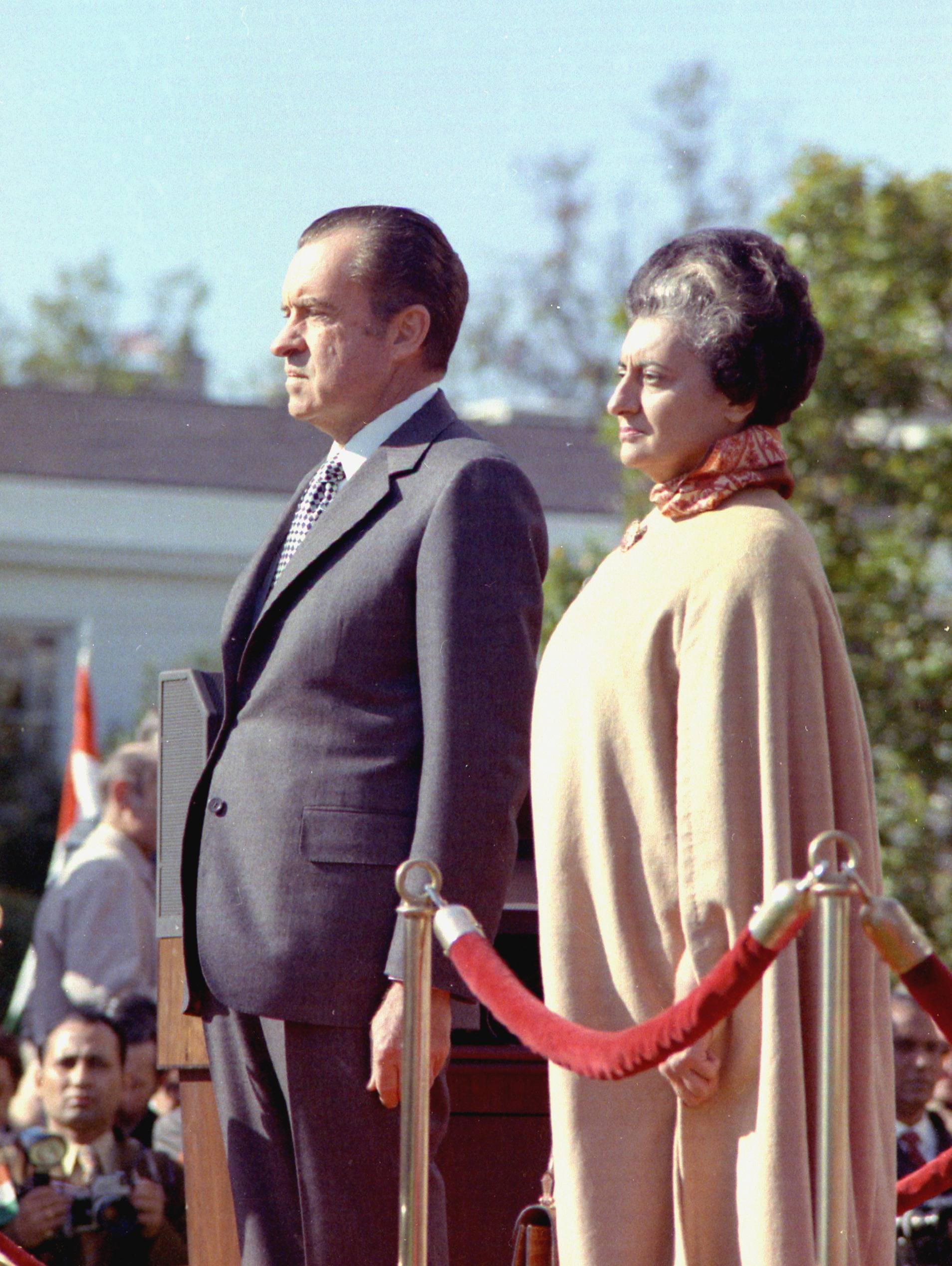
ریچارد نیکسون و ایندیرا گاندی در سال ۱۹۷۱
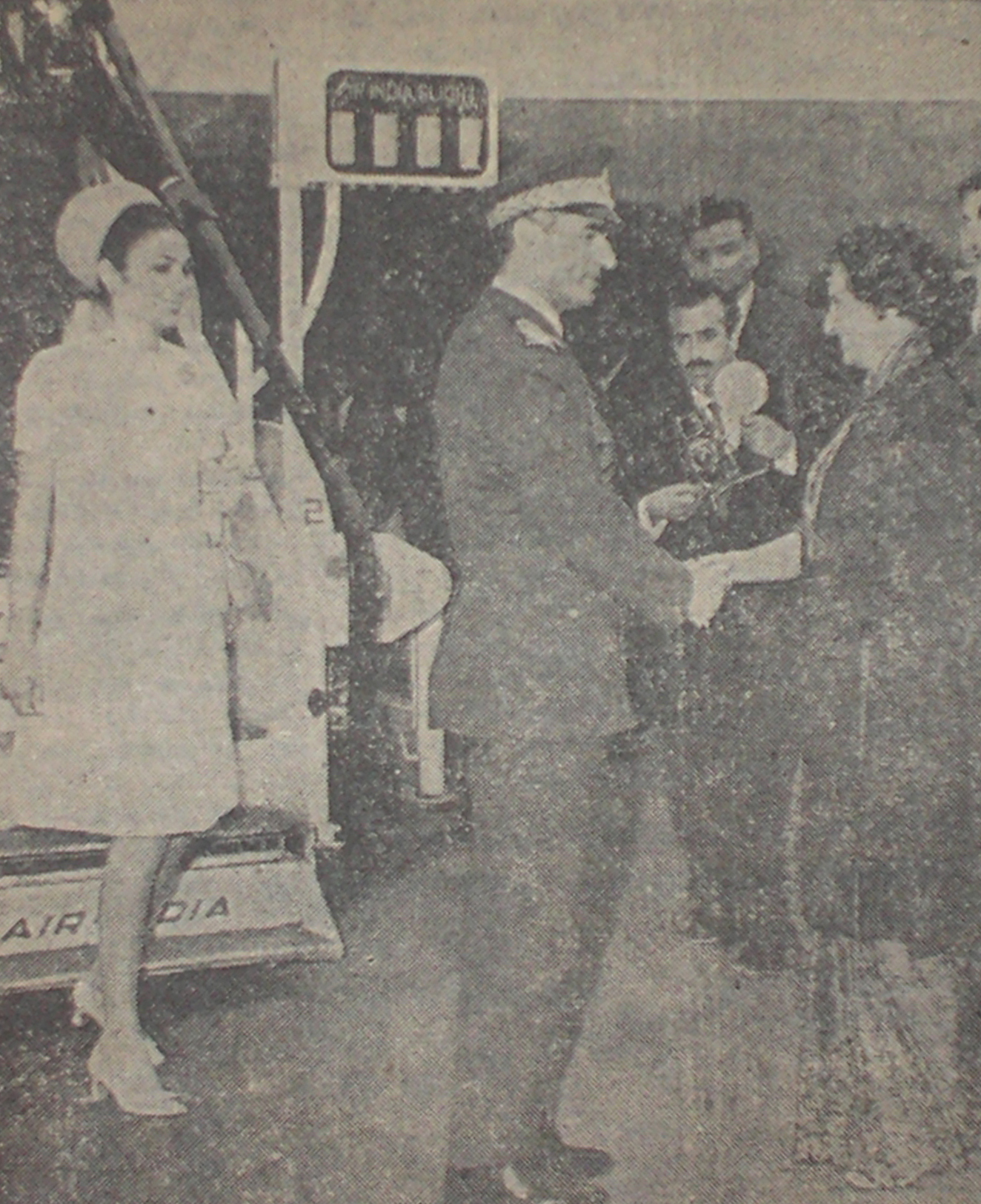
محمدرضا پهلوی شاه ایران در سفر ۹ بهمن ۱۳۴۶ به هندوستان در کنار ایندیرا گاندی
از راست امیراسدالله علم ، فاطمه پهلوی ، ایندیرا گاندی و ارتشبد خاتمی (همسر فاطمه پهلوی)
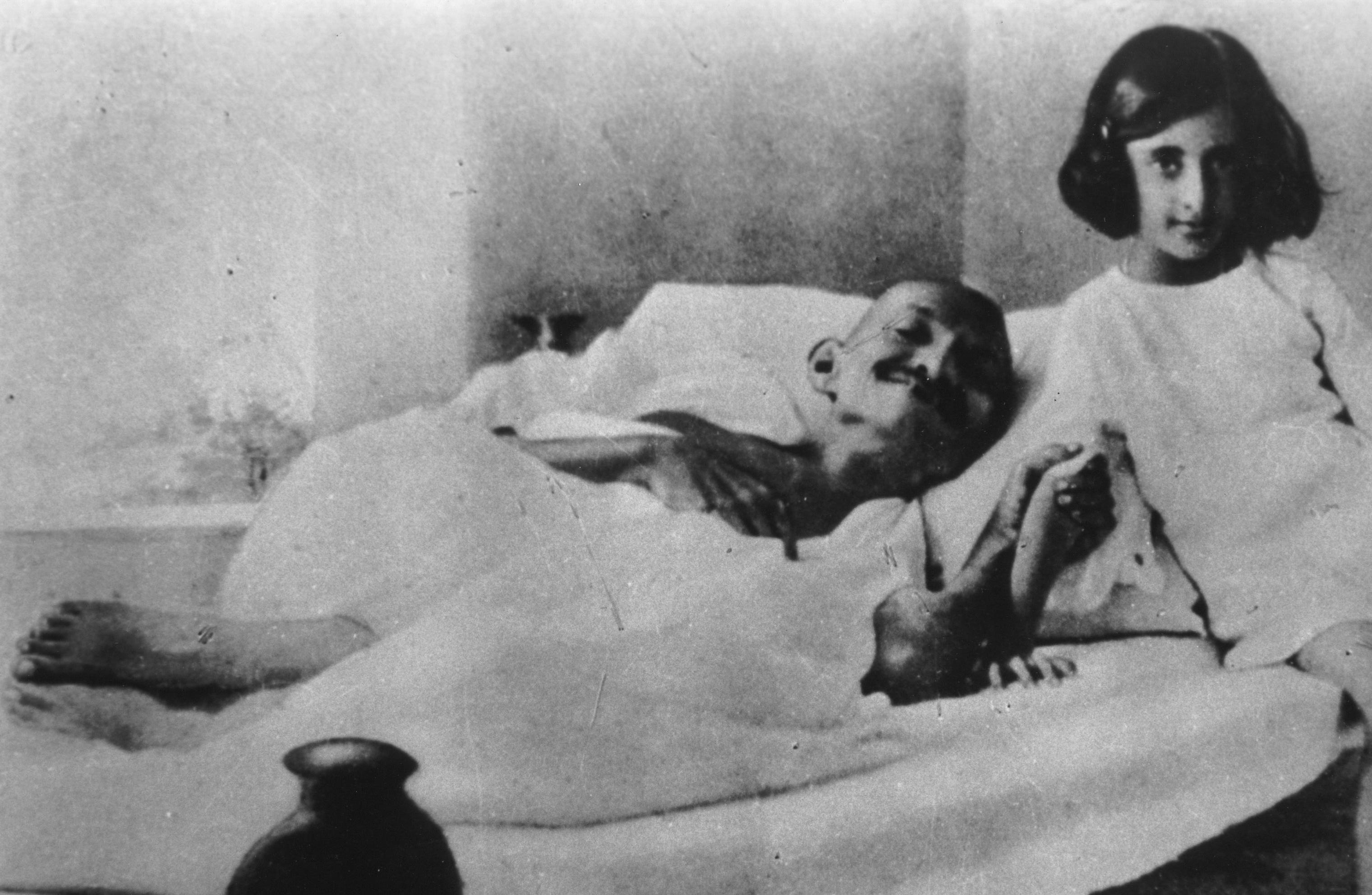
ایندیرا جوان در کنار ماهاتما گاندی (بدون نسبت خانوادگی)